# Phidippus pacosauritus
Phidippus pacosauritus es una especie de araña araneomorfa del género Phidippus, familia Salticidae. Fue descrita científicamente por Edwards en 2020.
Habita en México.